# Cremastus bellicosus
Cremastus bellicosus är en stekelart som beskrevs av Johann Ludwig Christian Gravenhorst 1829. Cremastus bellicosus ingår i släktet Cremastus och familjen brokparasitsteklar. Arten är reproducerande i Sverige. Inga underarter finns listade i Catalogue of Life.